# امیکا (آریزونا)
امیکا (به انگلیسی: Emika) یک منطقهٔ مسکونی در ایالات متحده آمریکا است که در آریزونا واقع شده‌است. امیکا ۶۹۶ متر بالاتر از سطح دریا واقع شده‌است.